# Chris Paterson
Chris Paterson (ur. 30 marca 1978 w Edynburgu) – szkocki rugbysta, uniwersalny zawodnik formacji ataku, reprezentant kraju, rekordzista pod względem występów i zdobytych punktów w szkockiej kadrze, uczestnik czterech Pucharów Świata.

## Kariera klubowa
Karierę sportową rozpoczął w klubie Gala RFC, w seniorskim zespole zadebiutował we wrześniu 1996 roku i w kolejnych trzech sezonach przyczynił się do sukcesów tego klubu. W sezonie 1998/1999 zaliczył dwa występy dla regionalnego zespołu Glasgow, po czym dołączył do Edinburgh Rugby. Pozostał z nim związany – z wyjątkiem jednego roku spędzonego w Gloucester – do końca swojej kariery. Zakończył ją przyłożeniem przeciwko Treviso w ostatnim meczu sezonu 2011/2012.

## Kariera reprezentacyjna
Reprezentował Szkocję w kategoriach juniorskich – U-18, U-19 (na MŚ 1997) i U-21. Do seniorskiej kadry został powołany po raz pierwszy w 1999 roku i po towarzyskich spotkaniach w RPA w testmeczu zadebiutował w październiku tego roku przeciwko Hiszpanii podczas Pucharu Świata 1999. Przez kolejne dwanaście lat był stałym punktem szkockiej kadry, występując jako obrońca, skrzydłowy i łącznik ataku i zaliczając łącznie sto dziewięć testmeczów, a w dwunastu z nich pełniąc rolę kapitana. Dopiero od 2002 roku został podstawowym kopaczem kadry, jednak w ciągu kariery uzbierał łącznie 809 punktów. Wziął udział w czterech Pucharach Świata – prócz debiutanckiego w 1999 roku także w 2003, 2007 i 2011 zaliczając w nich piętnaście występów.
W momencie zakończenia kariery był posiadaczem szkockich rekordów w liczbie występów i punktów zdobytych w kadrze, a także liczbie występów w Pucharach Świata i meczach w tych zawodach – pierwsze dwa odbierając odpowiednio Scottowi Murrayowi i Gavinowi Hastingsowi podczas tournée do Argentyny w 2008 roku, dwa pozostałe ustanawiając zaś w Nowej Zelandii w roku 2011. W 2004 roku został najmłodszym Szkotem, który zagrał w pięćdziesięciu testmeczach, a w roku 2010 pierwszym, który przekroczył barierę stu testmeczów – w tym spotkaniu doznał poważnej kontuzji nerki. Pomiędzy sierpniem 2007 a czerwcem 2008 roku nie spudłował żadnego z trzydziestu sześciu podjętych wówczas prób kopów na słupy – w tym w trakcie PŚ 2007 i Pucharu Sześciu Narodów 2008, a rekord ten został pobity przez Morné Steyna w roku 2010.
Trzykrotnie zagrał dla kadry A, w tych meczach zdobywając 51 punktów.

## Varia
- Podczas kariery sportowej otrzymał wiele nagród i wyróżnień[20][21][22][23][24].
- Został przyjęty do Scottish Rugby Hall of Fame[25][26] oraz hali sław Uniwersytetu Edynburskiego, na którym studiował przed przejściem na zawodowstwo[27].
- Za zasługi dla sportu został odznaczony Orderem Imperium Brytyjskiego V klasy (MBE)[28][29][30], otrzymał również doktorat honoris causa z Edinburgh Napier University[31][32].
- Pozostał związany ze sportem w roli trenera i ambasadora szkockiego rugby[33][34]. Wykorzystywany był także w roli komentatora i eksperta[35][36][37][38].
- Jego wujem był Duncan Paterson – rugbysta, reprezentant kraju i działacz[2].
- Był zawodnikiem z największą liczbą testmeczów, który nigdy nie został powołany na tournée British and Irish Lions[39][40][41].
- Żonaty z Claire[2][42].